# داگلاس بار
داگلاس بر (انگلیسی: Douglas Barr؛ زادهٔ ۱ مهٔ ۱۹۴۹) یک هنرپیشه، کارگردان و نویسنده اهل ایالات متحده آمریکا است. وی از سال ۱۹۸۱ میلادی تاکنون مشغول فعالیت بوده‌است.

## گزیده فیلمشناسی
از فیلم‌ها یا برنامه‌های تلویزیونی که وی در آن نقش داشته‌است می‌توان به آثار زیر اشاره کرد.
- نادیده (فیلم ۱۹۸۰) (۱۹۸۰)
- پسر پاییز